# Бейнтер, Фэй
Фэй Окелл Бейнтер (англ. Fay Okell Bainter, 7 декабря 1893, Лос-Анджелес, Калифорния — 16 апреля 1968, Лос-Анджелес, Калифорния) — американская актриса, обладательница премии «Оскар».

## Биография
Фэй Бейнтер родилась 7 декабря 1893 года в Лос-Анджелесе в семье Чарльза Ф. Бейнтера и Мэри Окелл. Впервые на театральной сцене она появилась в 1908 году в постановке «Руководитель округа» в театре Мороско в Бербанке, Калифорния, а в 1912 году Бейнтер дебютировала на Бродвее в роли Селин Маринтер в «Панамской розе» Пелама Гренвилла Вудхауса.
Кинодебют Бейнтер состоялся в 1934 году в фильме «Эта сторона рая». Она быстро добилась успеха и в 1938 году стала первой актрисой, которую номинировали на «Оскар» сразу в двух категориях, как лучшая актриса в фильме «Белый флаг» и лучшая актриса второго плана в фильме «Иезавель», за роль в котором она и получила награду Кинокадемии. В 1961 году Бейнтер снялась в фильме «Детский час» вместе с Одри Хепбёрн и Ширли Маклейн, который стал последним в её кинокарьере. Роль миссис Амелии Тифорд вновь принесла ей номинацию на «Оскар», но премию актриса не получила.

## Личная жизнь
8 июня 1921 года Фэй Бейнтер вышла замуж за офицера ВМС США Реджинальда Венейбла. В браке родился сын Реджинальд Венейбл-младший, ставший актёром.
Актриса умерла 16 апреля 1968 года от пневмонии в возрасте 74 лет. Поскольку её муж был военным офицером, её похоронили рядом с ним на Арлингтонском национальном кладбище. За свой вклад в развитии киноиндустрии Фэй Бейнтер удостоена именной звезды на Голливудской аллее славы по Голливуд-бульвар 7021.

## Избранная фильмография
- Эта сторона рая (1934) — Франсин Тернер
- Уступи место завтрашнему дню (1937) — Анита Купер
- Белые знамёна (1938) — Ханна Пармели
- Иезавель (1938) — Тётя Бэлль
- Светлый час (1938) — Ханна Линден
- Наш городок (1940) — Миссис Гиббс
- Юнцы на Бродвее (1941) — Мисс Джонс
- Глубокая долина (1941) — Элли Сол
- Женщина года (1942) — Эллен Виткомб
- Человеческая комедия (1943) — миссис Маколи
- Райское тело (1944) — Маргарет Сибилл
- Тёмные воды (1944) — Тётя Эмили
- Ярмарка штата (1945) — Мелисса Фрэйк
- Вирджинец (1946) — Миссис Тэйлор
- Тайная жизнь Уолтера Митти (1947) — Эунис Митти
- Первая леди (1953) — миссис Донельсон
- Детский час (1961) — Миссис Амелия Тифорд

## Награды и номинации

### Награды
- 1939 — Премия «Оскар» за лучшую женскую роль второго плана («Иезавель»)

### Номинации
- 1939 — Премия «Оскар» за лучшую женскую роль («Белые знамёна»)
- 1962 — Премия «Оскар» за лучшую женскую роль второго плана («Детский час»)
- 1962 — Премия «Золотой глобус» за лучшую женскую роль второго плана («Детский час»)